# 칼트레인
칼트레인(영어: Caltrain)은 미국 캘리포니아주 샌프란시스코 지역에서 트랜싯 아메리카 서비스에 의해 운행되는 통근 열차 시스템이다. 1개의 운행 경로와 32개 역으로 구성되어 있다.

## 역사 및 현황
1863년에 샌프란시스코 ~ 산호세간 개통과 동시에 페닌슐라 커뮤트(영어: Peninsula Commute)가 시초로 당시 샌프란시스코 산호세 철도가 운행 했으나 1870년에 서던 퍼시픽 철도와 합병되었다. 1904년에 복선화가 되면서 수송량이 최대치에 달했으나 제2차 세계대전이 끝난 이후 자동차와 고속도로가 늘어나게 되면서 이용객이 감소하면서 1977년에 서던 퍼시픽 철도가 폐지 청원서를 제출하게 되었다.
1980년에 캘리포니아 디파트먼트 오브 트랜스포테이션과 계약을 체결하면서 보조금을 지금하기 시작했다. 1985년에 새로운 사업자에게 신조 디젤 기관차, 객차를 도입하면서 현재의 명칭으로 변경했다. 1987년에 페닌슐라 코리더 조인트 파워스 보드(영어: Peninsula Corridor Joint Powers Board, 약칭 PCJPB)가 설립 했으며 1991년에 노선을 완전히 인수했다.
1995년에 휠체어, 자전거가 가능한 신조 객차를 도입했다. 1998년에 샌프란시스코 시영 철도 뮤니 메트로 선 연결하여 두 노선간 환승이 가능하게 되었다. 2000년대 초반에 도로 교차화를 위해 공사를 진행 했으며 2003년에 바트 밀브레이 역과 연결하면서 두 노선간 환승이 가능하게 되었다. 2006년에 차내에 무선 인터넷 접속이 가능한 와이맥스를 도입했다. 2019년에 복선 전철화가 완료되면 전기 기관차를 도입할 예정이다. 향후 캘리포니아 고속철도가 개통되면 전 구간 복복선화와 동시에 트랜스베이 터미널(영어: Transbay Terminal)까지 연장할 계획이다.

## 보유 차량
- 2016년 1월 기준으로 칼트레인은 다음과 같은 차량을 보유하고 있다.[5]

### 디젤 기관차
| 모델 | 기종       | 열차 번호                                           | 도입                  | 비고                              | 사진                                    |
| ---- | ---------- | --------------------------------------------------- | --------------------- | --------------------------------- | --------------------------------------- |
| EMD  | F40PH-2    | 902, 903, 907, 910, 914                             | 1985년                |                                   |                                         |
| EMD  | F40PH-2CAT | 900, 901, 904 ~ 906, 908, 909, 911 ~ 913, 915 ~ 919 | 1985년                |                                   | Three EMD F40PH-2CATs at San Francisco. |
| MPI  | F40PH-2C   | 920 ~ 922                                           | 1998년                |                                   |                                         |
| MPI  | MP36PH-3C  | 923 ~ 928                                           | 2003년                |                                   |                                         |
| EMD  | GP9        | 500, 501                                            | 2000년부터 2013년까지 | 입환용이며 2013년 3월에 모두 퇴역 |                                         |
| EMD  | MP15DC     | 503, 504                                            | 2003년                |                                   | EMD MP15DC #503.                        |

### 객차
- 2016년 1월 기준으로 칼트레인의 객차는 다음과 같은 차량을 보유하고 있다.[5][6][7][8]

| 모델         | 기종   | 유형             | 열차 번호            | 대수 | 도입                           | 비고                  |
| ------------ | ------ | ---------------- | -------------------- | ---- | ------------------------------ | --------------------- |
| 닛폰차량제조 | 사진   | 트레일러, 화물   | 3800 ~ 3825          | 26   | 1985년                         |                       |
| 닛폰차량제조 | 사진   | 트레일러, 자전거 | 3826 ~ 3835          | 10   | 1985년                         |                       |
| 닛폰차량제조 | 사진   | 트레일러         | 3836 ~ 3851          | 16   | 1985년부터 1986년까지          |                       |
| 닛폰차량제조 | 사진   | 트레일러         | 3852 ~ 3865          | 14   | 2000년                         | 휠체어 공간 및 화장실 |
| 닛폰차량제조 | 사진   | 캡카, 자전거     | 4000 ~ 4020          | 21   | 1985년                         | 화장실                |
| 닛폰차량제조 | 사진   | 캡카, 자전거     | 4021 ~ 4026          | 6    | 2000년                         | 휠체어 공간 및 화장실 |
| 봄바디어     | 비레벨 | 트레일러         | 220 ~ 227, 229 ~ 230 | 9    | 2002년                         | ADA 및 화장실         |
| 봄바디어     | 비레벨 | 트레일러         | 231 ~ 236            | 6    | 2008년                         | ADA 및 화장실         |
| 봄바디어     | 비레벨 | 트레일러         | 162 ~ 79*            | 16   | 2015년 구 메트로링크 소속 객차 | ADA 및 화장실         |
| 봄바디어     | 비레벨 | 캡카, 자전거     | 112 ~ 118, 219       | 8    | 2002년                         | ADA 및 화장실         |
| 봄바디어     | 비레벨 | 캡카, 자전거     | 119 ~ 120            | 2    | 2008년                         | ADA 및 화장실         |

*- 2014년에 JPBX로부터 메트로링크 소속 중고 차량을 구입했다.

## 사진

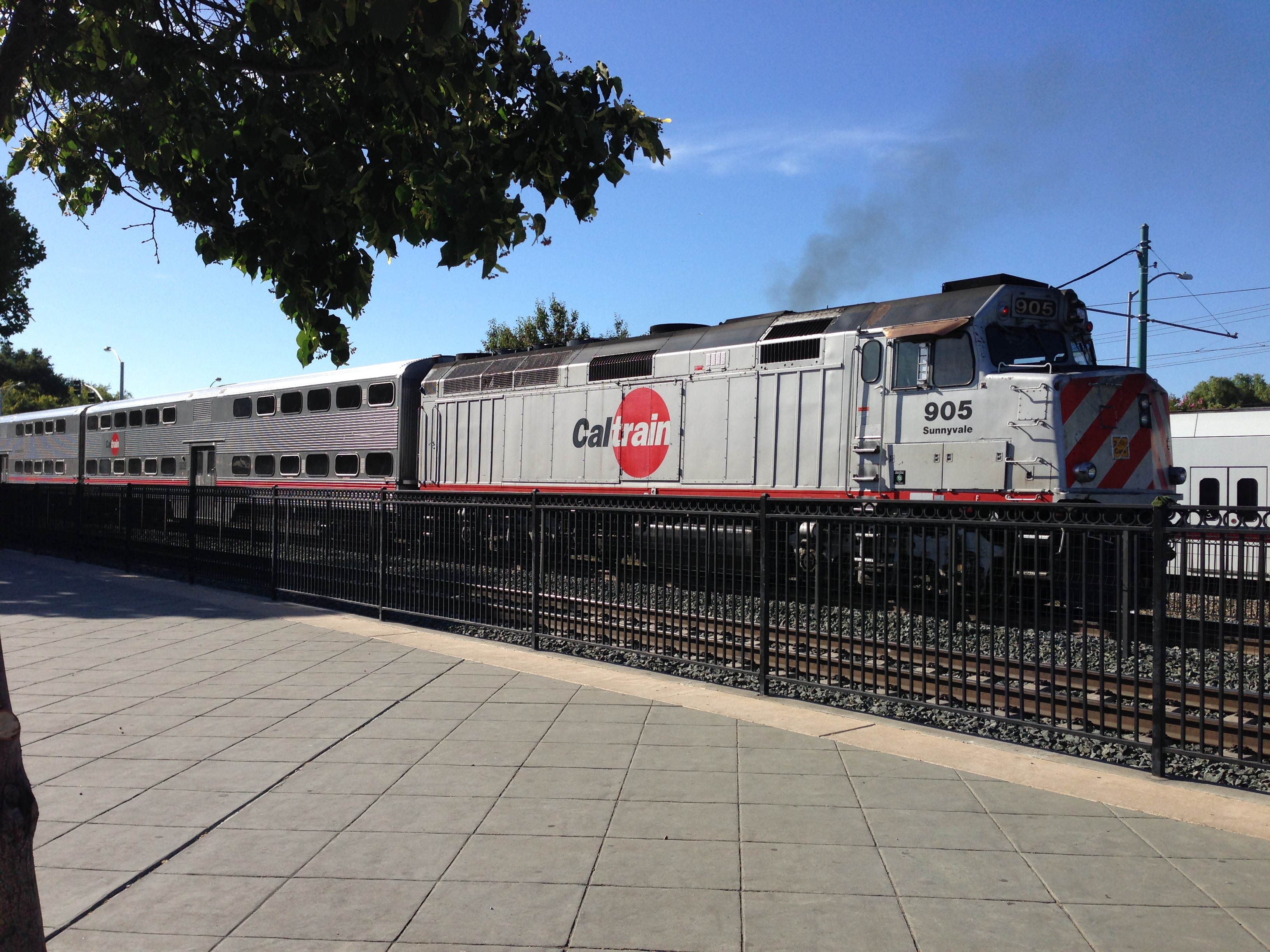
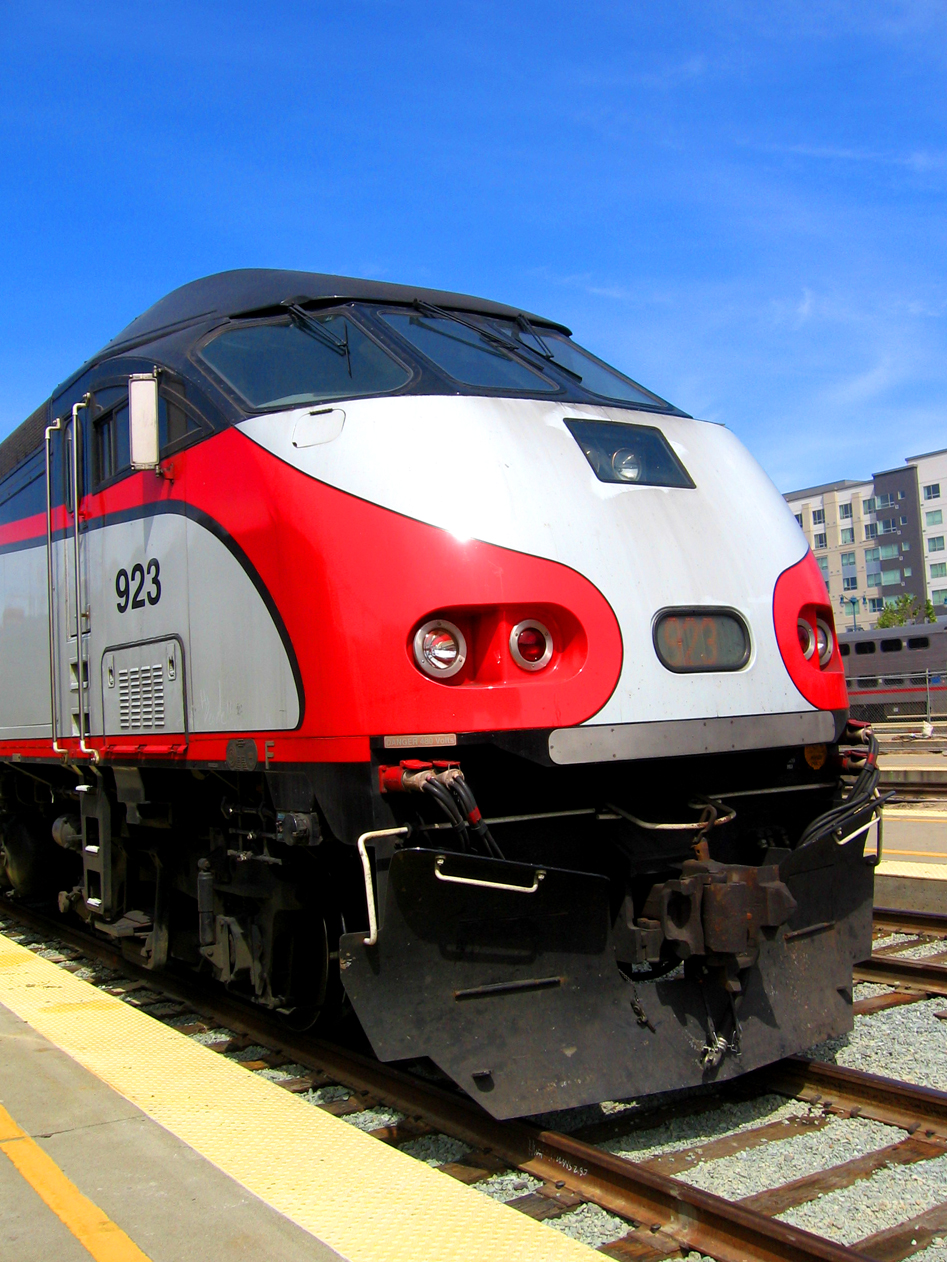
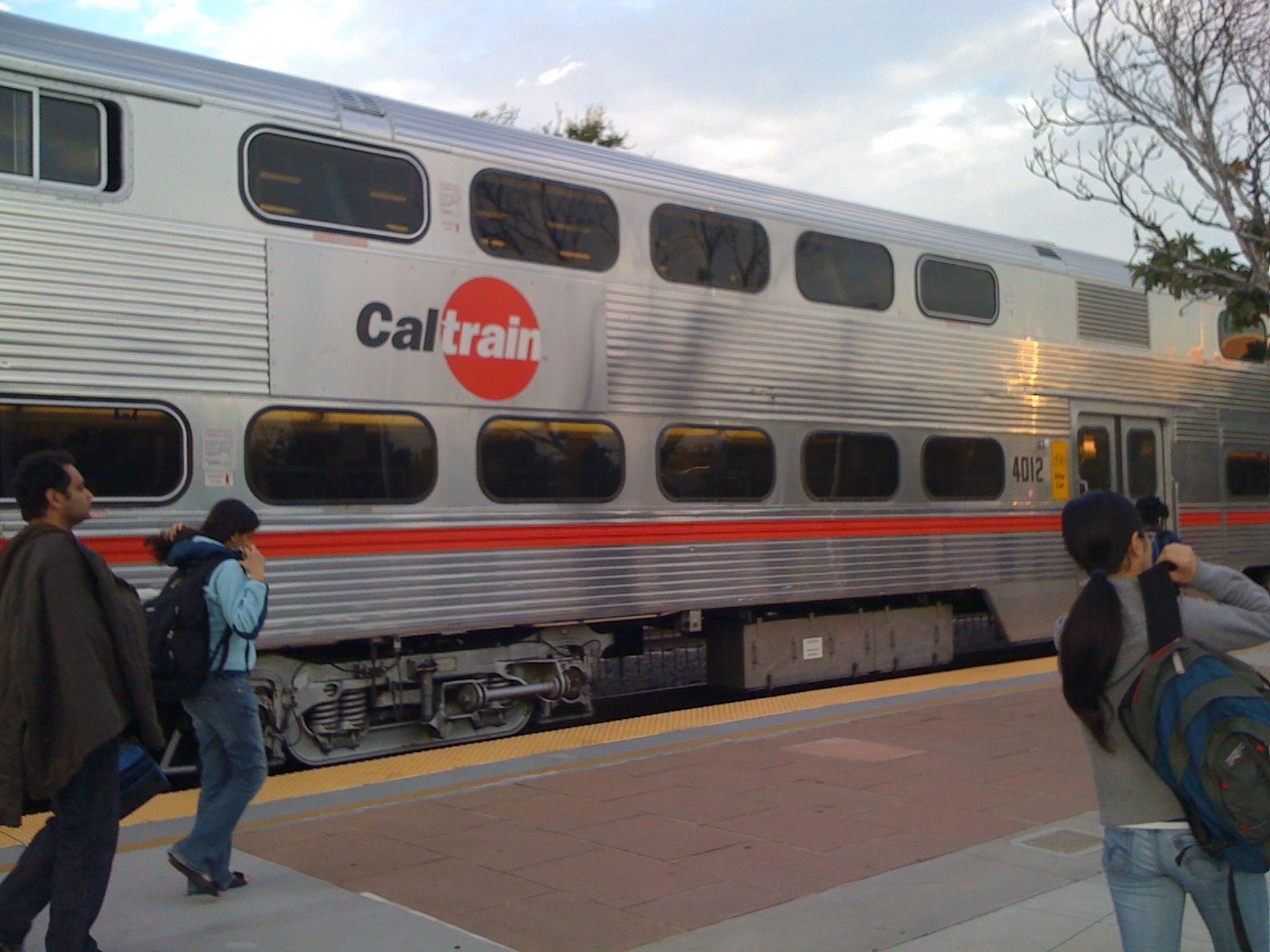
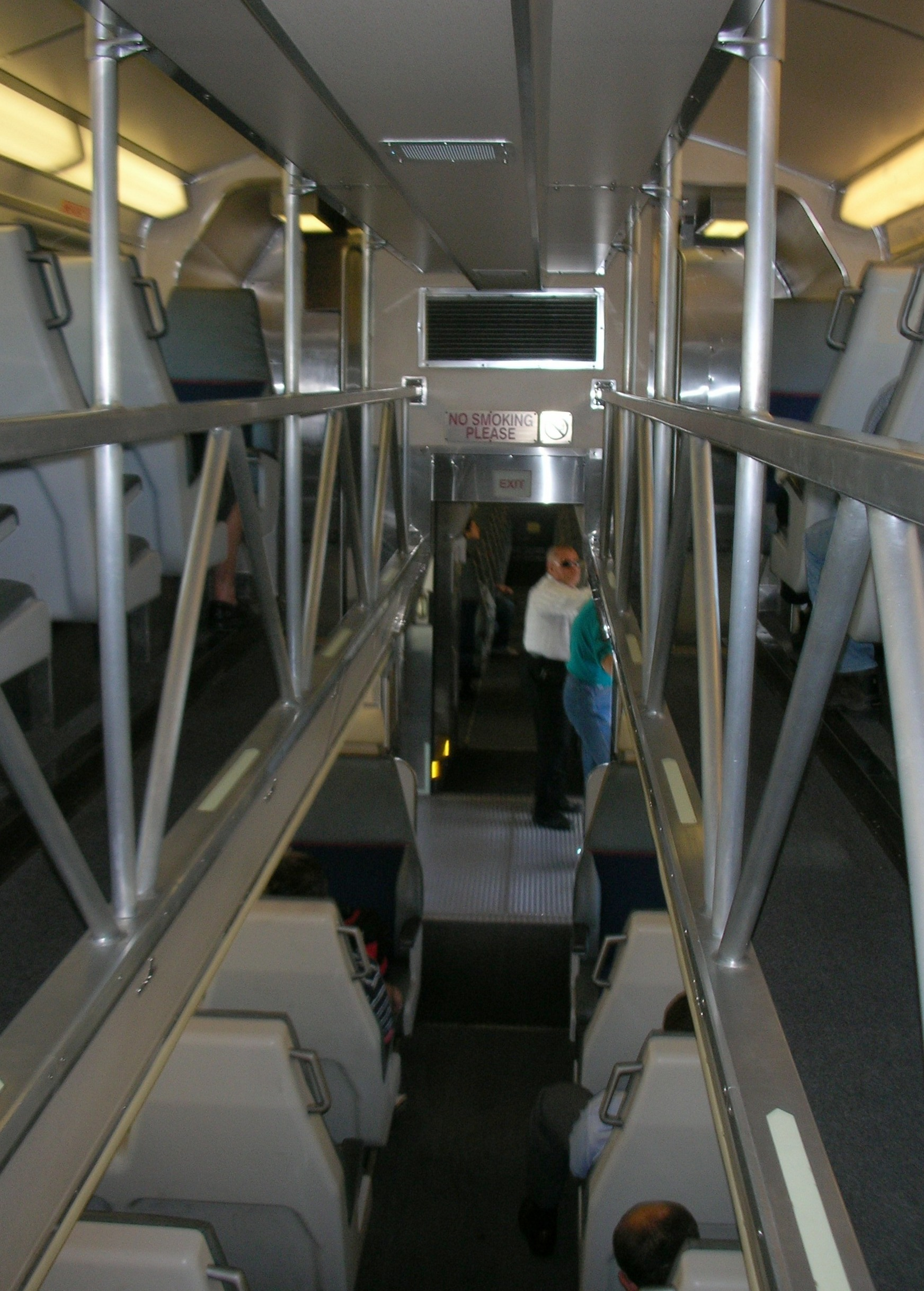